# SN 1938A
SN 1938A – supernowa typu I odkryta 17 listopada 1938 roku w galaktyce MCG +06-06-068. W momencie odkrycia, miała maksymalną jasność 15,20m.